# Вулиця Володимира Гапоненка (Київ)
Вулиця Володимира Гапоненка — вулиця у Святошинському районі міста Києва, місцевості Авіамістечко, Святошин. Пролягає від вулиць Павла Глазового і Василя Степанченка до вулиці Гетьмана Кирила Розумовського.
Прилучаються вулиці Хмельницька, Звенигородська, Степана Чобану і Улицька.

## Історія
Вулиця виникла у середині XX століття під назвою 855-та Нова, з 1955 року — Виноградарська. З 1980 року мала назву Анатолія Пантелькіна на честь радянського військового пілота-винищувача, Героя Радянського Союзу капітана Анатолія Пантелькіна (1919–1945). Сучасна назва на честь українського пілота та командира екіпажу Boeing 737, збитого під Тегераном –  Володимира Гапоненка — з 2024 року. 

## Зображення

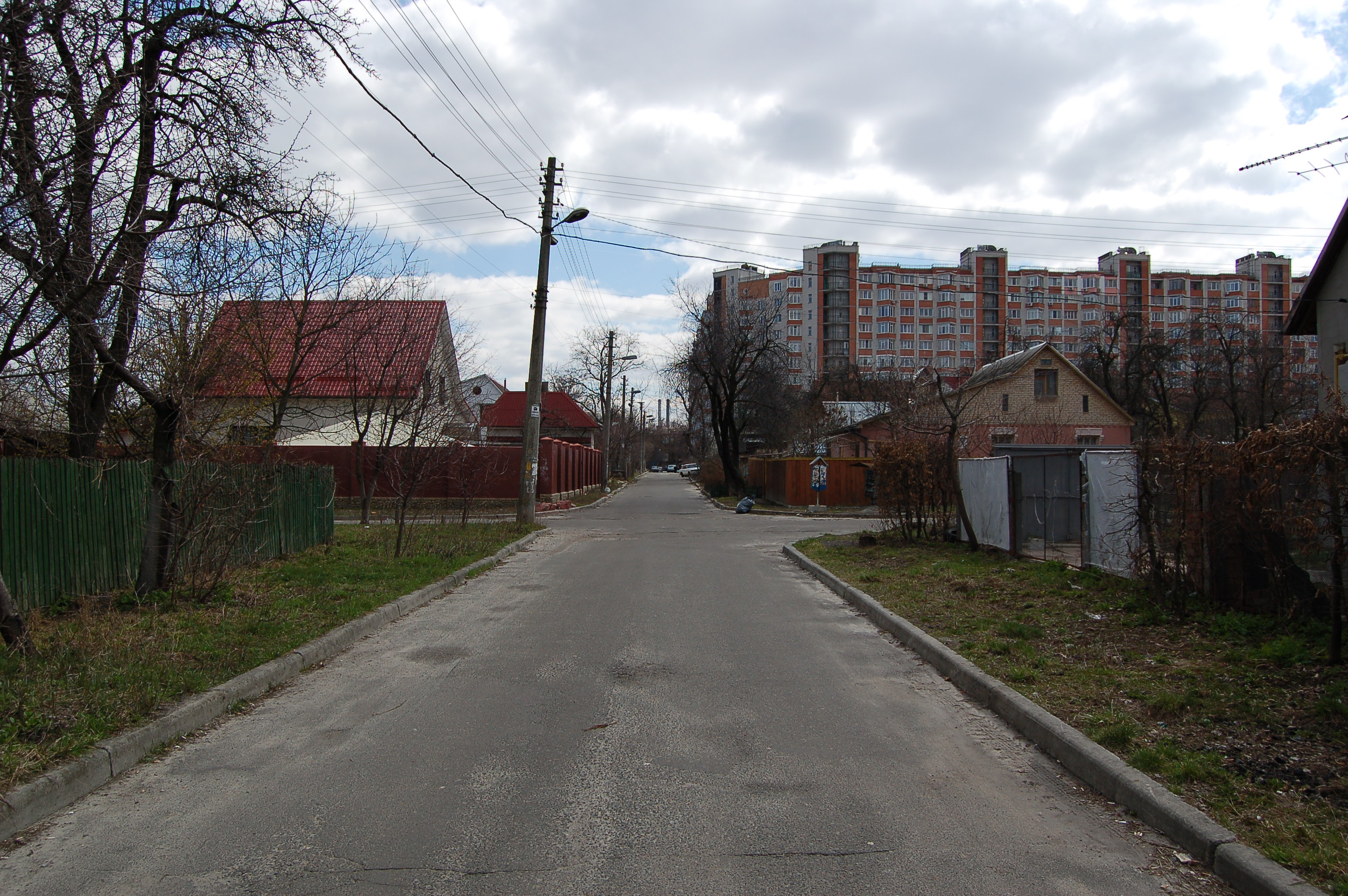